# Stephansbrücke (Brennerstraße)
Die Stephansbrücke ist eine Brücke der Brennerstraße B 182 in Tirol. Sie überquert in der Nähe von Unterberg auf den Gemeindegebieten von Schönberg und Mutters die Ruetz vor ihrer Einmündung in die Sill.

## Geschichte

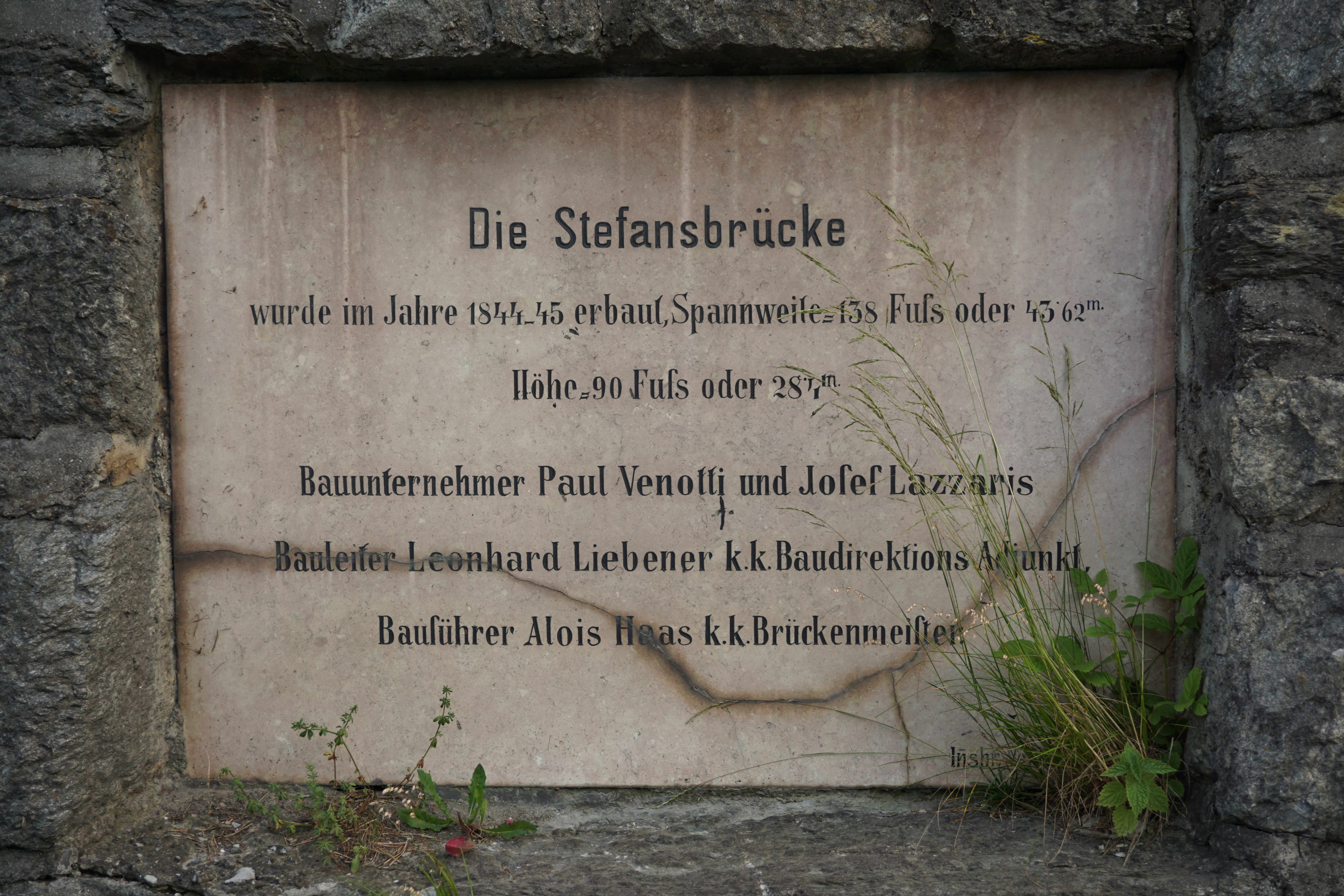
Inschriftstafel an der Brennerstraße über den Bau der Stefansbrücke

Die von 1842 bis 1846 erbaute, 36 m hohe Stephansbrücke ist die größte erhaltene Steinbrücke in Österreich. Der Grundstein wurde von Erzherzog Stephan von Österreich 1843 gelegt. Zum Bauzeitpunkt war sie mit 43,63 Metern die größte und weiteste Einbogenbrücke der Monarchie und die drittweiteste der Welt. Der Bau wurde vom Ingenieur Leonhard von Liebener geplant und unter dem Architekten Alois Haas ausgeführt. Der massive halbkreisförmige Steinbogen besteht aus Höttinger Breccie, die in großen Quadern mit Pferdefuhrwerken über die Brennerstraße von Hötting zur Baustelle gebracht wurde. Die Brücke im spätklassizistischen Stil steht unter Denkmalschutz (Einträge Mutters/Schönberg).
1879 wurde die Gewölbeüberschüttung entfernt und durch ein Entlastungsgewölbe ersetzt. Durch das starke Verkehrsaufkommen war die Brücke stark belastet und insbesondere durch Streusalz angegriffen und wurde von 1993 bis 1996 in Abstimmung mit dem Bundesdenkmalamt umfassend saniert.

## Umgebung
An der Römerstraße nahe der Stephansbrücke liegt das Ruetzkraftwerk. Das Restwasser der Ruetz, das heute nicht vom ÖBB-Kraftwerk Fulpmes genutzt wird, unterfließt die Stephansbrücke.
An der Stephansbrücke liegt das bekannte Gasthaus Stefansbrücke, unweit davon der Gasthof Schupfen, Hauptquartier von Andreas Hofer im Jahre 1809.
An der Brennerbahn gibt es nahe der Stephansbrücke die bis 15. Dezember 2024 noch von einzelnen Zügen der S-Bahn Tirol bediente Haltestelle Unterberg-Stefansbrücke. Seit dem Fahrplanwechsel halten dort aber keine Züge mehr.